# Palacio Labia
El palacio Labia es un edificio histórico italiano situado en el sestiere o barrio de Cannaregio de Venecia, en el cruce del canal de Cannaregio y el Gran Canal, en cuya confluencia se encuentran las fachadas más antiguas. La fachada principal mira para el Campo San Geremia. 

## Historia
La familia Labia, venecianos procedentes de Florencia, entraron a formar parte del patriciado veneciano en 1649, después de que Giovanni Francesco Labia contribuyera con importantes sumas de dinero en la financiación de la Guerra de Candía, refrendándose la adscripción con sendas resoluciones de 1649 y 1649. La estirpe fue poseedora de una gran riqueza, que gastaron en lujos, fiestas y en la construcción de este palacio. La vida mundana de los Labia finalizó en el siglo XIX, época en la que el palacio se vendió a un miembro la familia Lobkowitz que, con el tiempo, lo cedió a la fundación israelita Königsberg, que lo transformó en apartamentos de alquiler. Posteriormente se convirtió en la sede de la industria de muebles y tejidos de los hermanos Testolini, que abandonarían en la década de los 30, con la venta del edificio.
Tras la Segunda Guerra Mundial, el nuevo propietario, el español Carlos de Beistegui e Itúrbide, acometió importantes obras de restauración, intentando devolver el edificio a su primitivo esplendor. En 1951 Beistegui ofreció en el palacio una fiesta de las más aclamadas por la alta sociedad del momento, a la que acudieron los más representativos miembros de la aristocracia internacional, la alta costura, el cine, la clase política y la pintura. El acontecimiento fue registrado por la cámara del fotógrafo  Cecil Beaton para la revista Vogue.
En 1964 la familia propietaria subastó la propiedad, que adquirió la RAI, para establecer la sede regional en el Véneto, ente público que realizó obras de restauración, tanto en el edificio como en las obras de arte del interior.

## Descripción
En las fachadas a los canales, atribuidas indististamente a Andrea Cominelli y a Alessandro Tremignon, imitando modelos del arquitecto Baltasar Longhena, autor, por ejemplo, de Ca' Pesaro, también en Venecia, destaca el estilo dórico almohadillado en la planta baja, y el orden jónico y corintio con ventanas ornamentadas con mascarones y balconadas. En el ático se dispusieron águilas heráldicas de la casa Labia.
La fachada del Campo de San Geremia, ejecutada en torno a 1730, se realizó siguiendo el modelo de las más antiguas.